# Tim Torn Teutenberg
Tim Torn Teutenberg (Mettmann, 19 de junio de 2000) es un deportista alemán que compite en ciclismo en las modalidades de pista y ruta.
Ganó dos medallas en el Campeonato Mundial de Ciclismo en Pista de 2024 y cuatro medallas en el Campeonato Europeo de Ciclismo en Pista, en los años 2023 y 2025.

## Medallero internacional
| Campeonato Mundial | Campeonato Mundial       | Campeonato Mundial | Campeonato Mundial      |
| Año                | Lugar                    | Medalla            | Competición             |
| ------------------ | ------------------------ | ------------------ | ----------------------- |
| 2024               | Ballerup (Dinamarca)     | Medalla de oro     | Madison                 |
| 2024               | Ballerup (Dinamarca)     | Medalla de bronce  | Persecución por equipos |
| Campeonato Europeo |                          |                    |                         |
| Año                | Lugar                    | Medalla            | Competición             |
| 2023               | Grenchen (Suiza)         | Medalla de oro     | Eliminación             |
| 2025               | Heusden-Zolder (Bélgica) | Medalla de oro     | Eliminación             |
| 2025               | Heusden-Zolder (Bélgica) | Medalla de oro     | Ómnium                  |
| 2025               | Heusden-Zolder (Bélgica) | Medalla de plata   | Madison                 |

## Palmarés
2024
- Tour de Olympia
- París-Roubaix sub-23
- 1 etapa del Tour de Bretaña
- 1 etapa de la Flèche du Sud